# Ullek
Ullek (Quercus pubescens) är en bokväxtart som beskrevs av Carl Ludwig von Willdenow. Ullek ingår i släktet ekar, och familjen bokväxter.
Arten förekommer i centrala och sydöstra Europa från nordöstra Spanien och Frankrike över Tjeckien och Balkan till centrala Turkiet och norra Svarta havet. En avskild population hittas vid västra Kaspiska havet. Ullek växer i låglandet och i bergstrakter upp till 1600 meter över havet.
Denna ek hittas på mark som har ett pH-värde på 7 eller mindre. Den kan bilda skogar där inga andra träd ingår eller den bildar skogar med andra ekar. Sällan förekommer lövskogar blandad med askar (Fraxinus), arter av videsläktet, av almsläktet eller av lönnsläktet. Ullek föredrar den tempererade sidan av bergssluttningar, alltså den södra sidan i nordliga trakter eller den norra sidan i södra delen av utbredningsområdet.

## Underarter
Arten delas in i följande underarter:
- Q. p. crispata
- Q. p. pubescens
- Q. p. subpyrenaica

## Bildgalleri

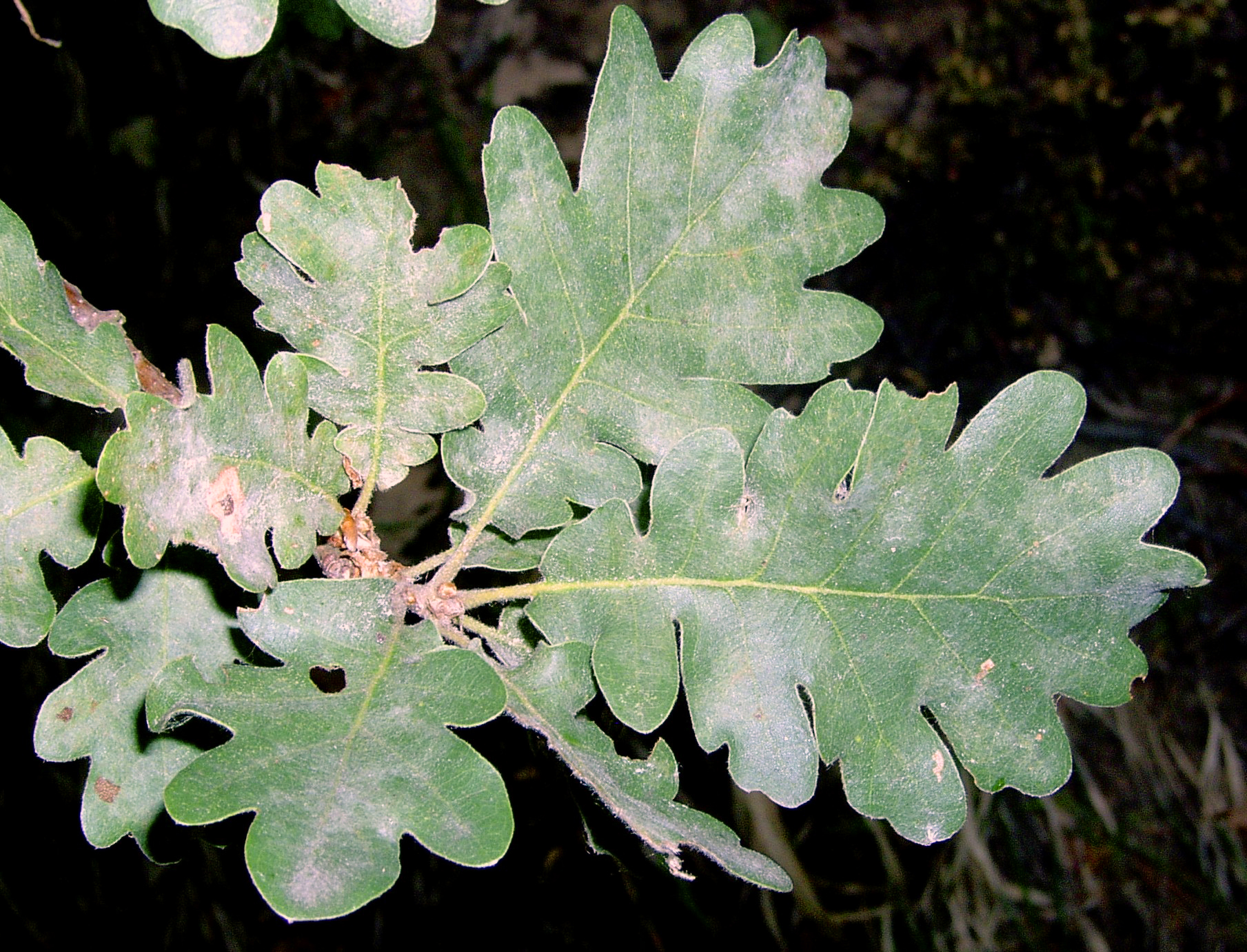
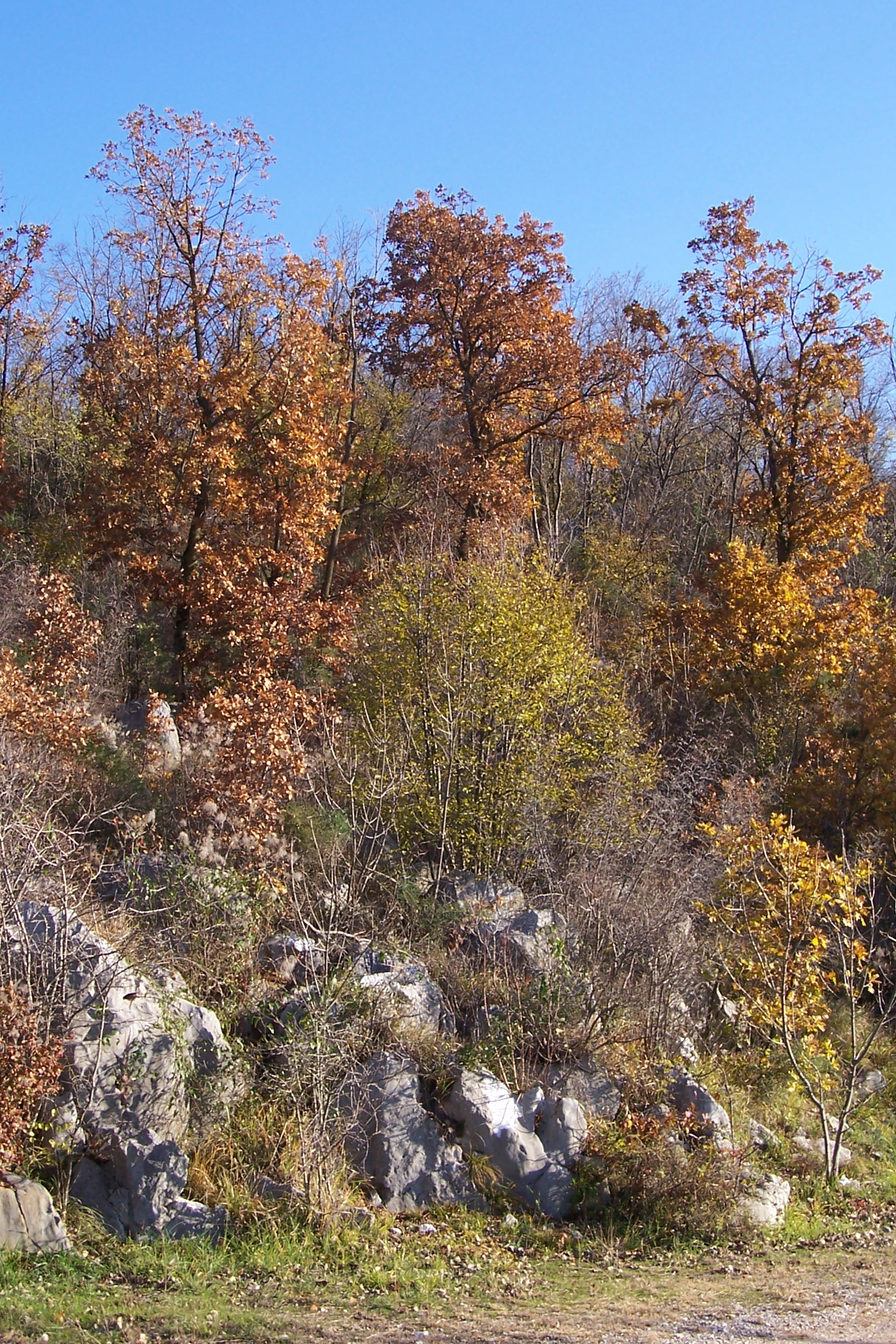
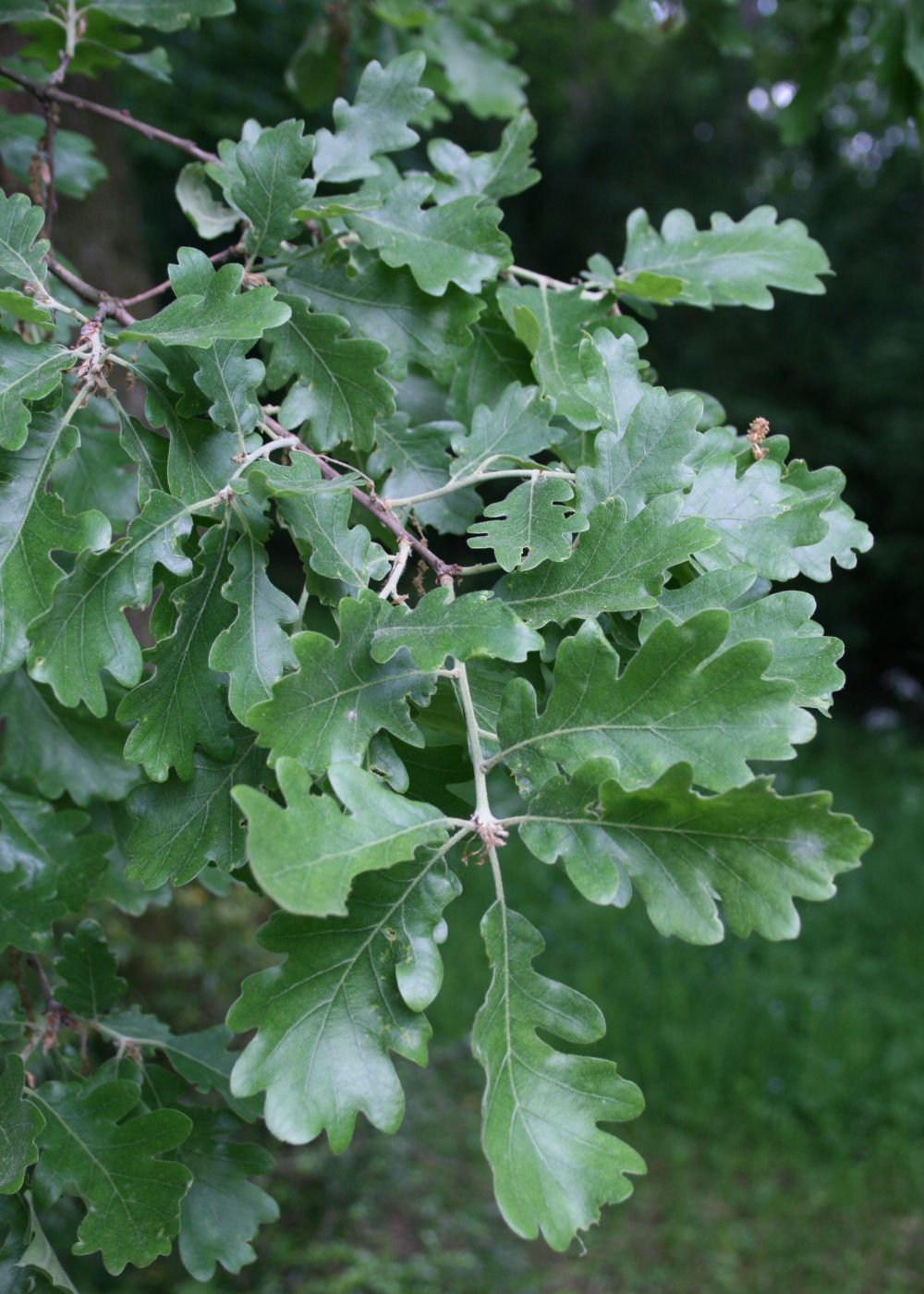
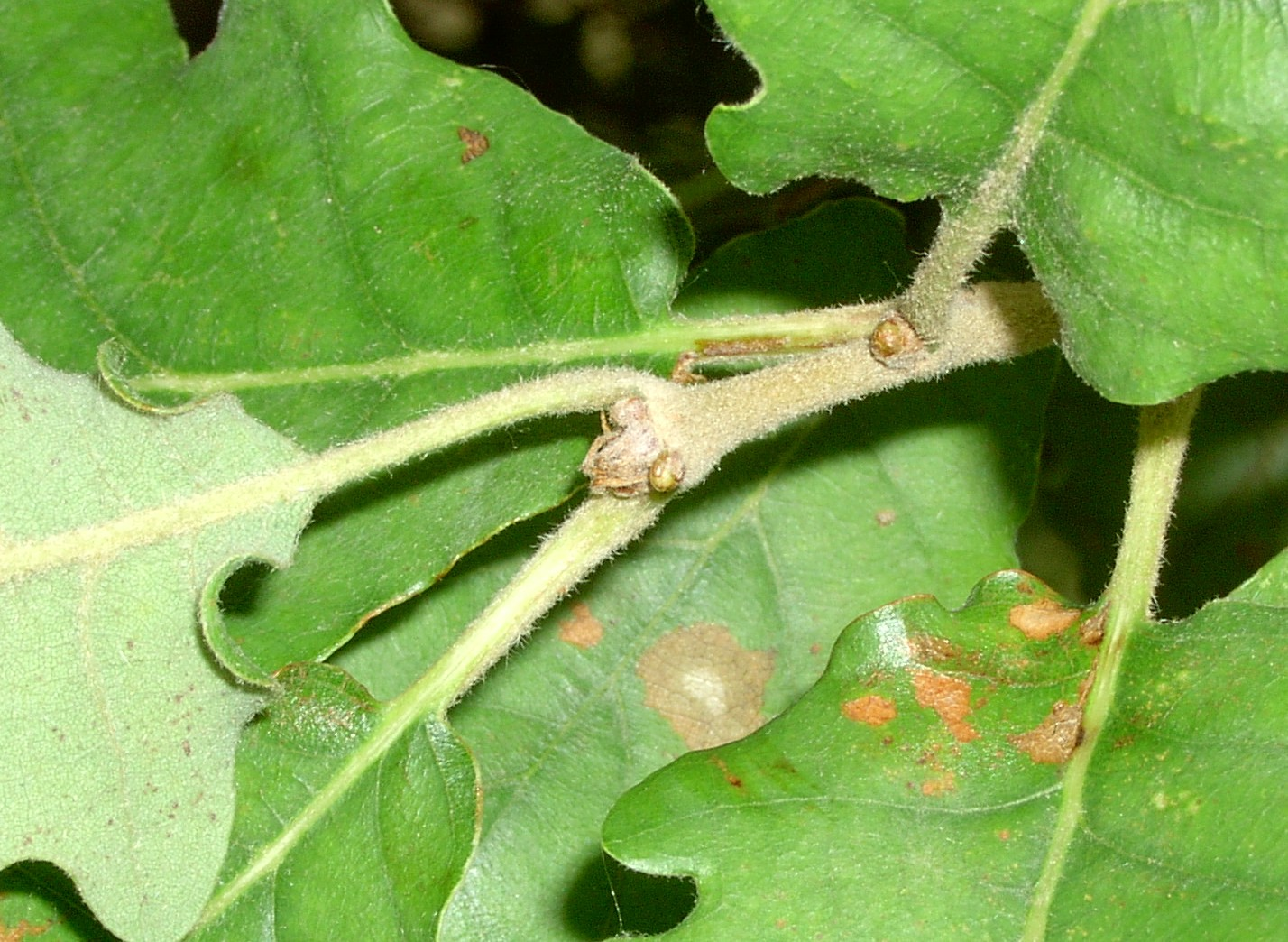
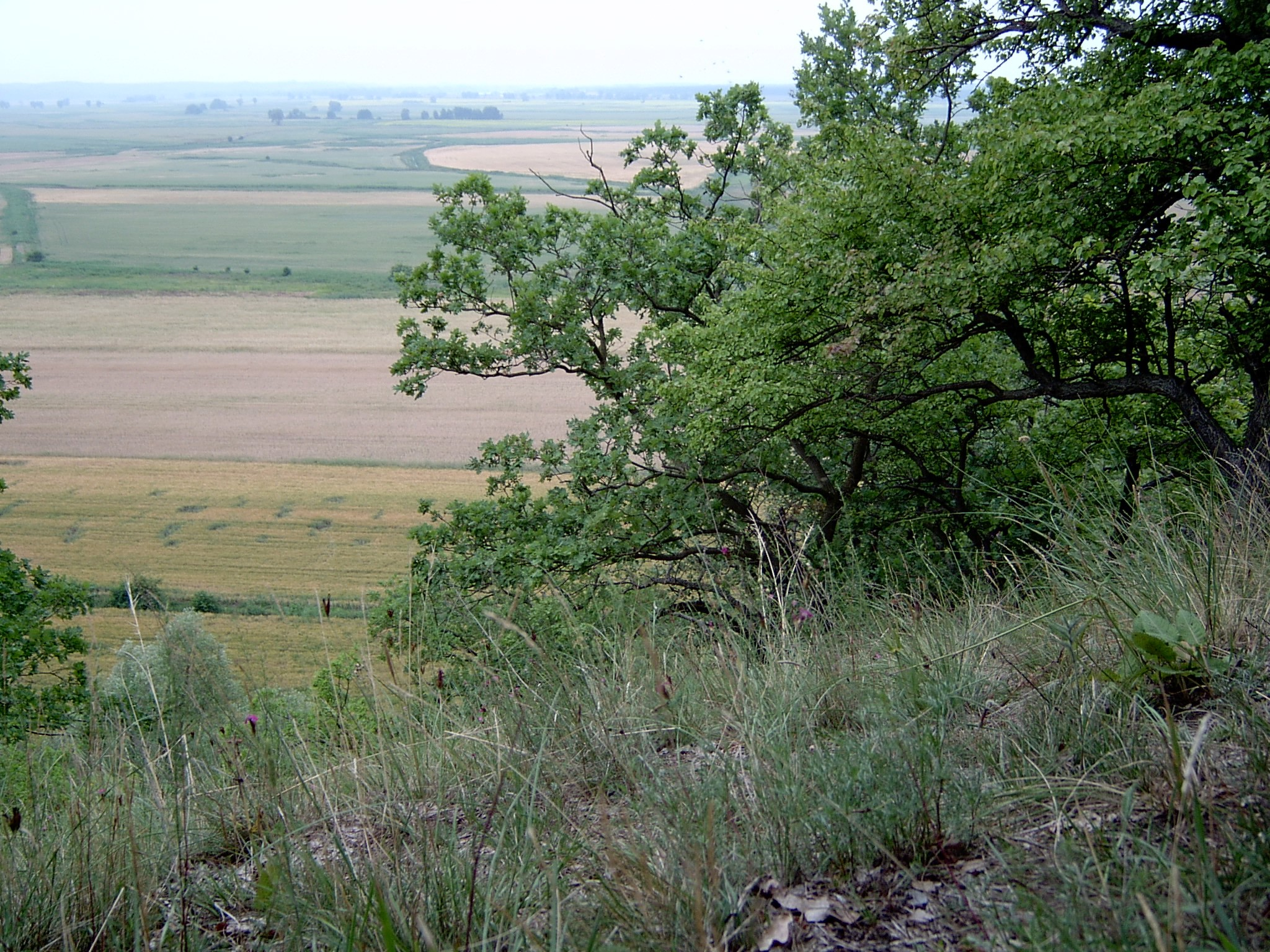
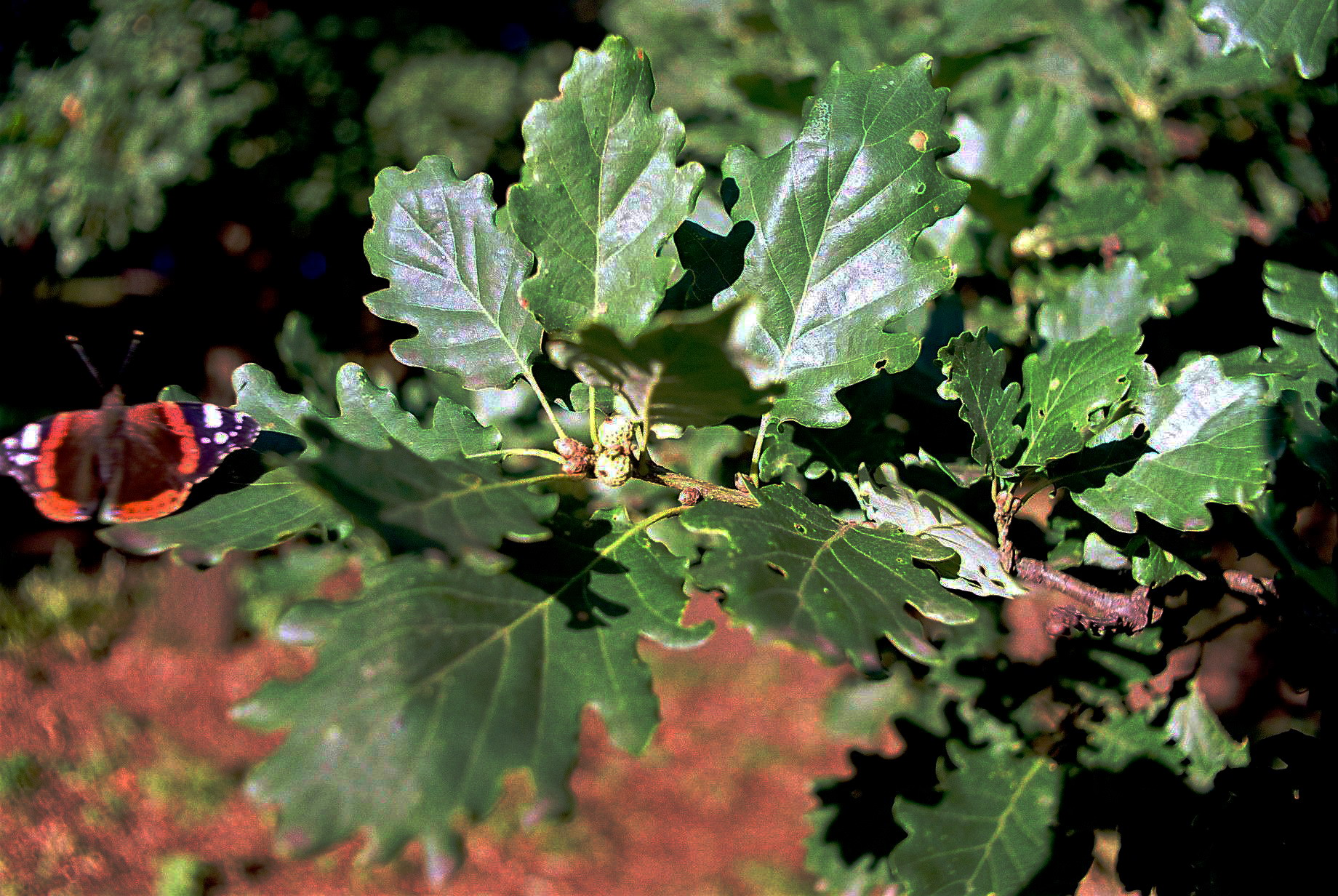
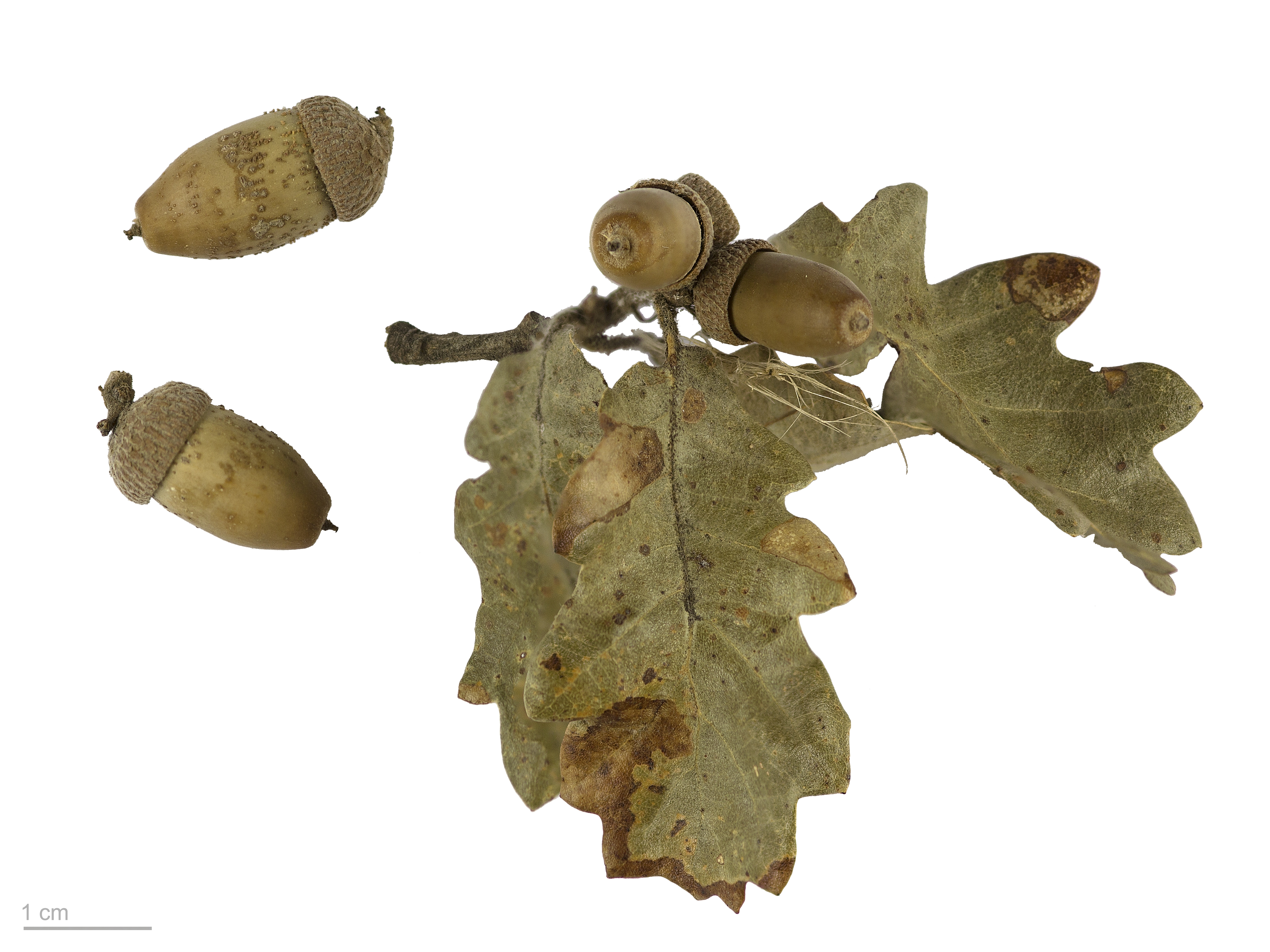
Quercus pubescens - Museum specimen
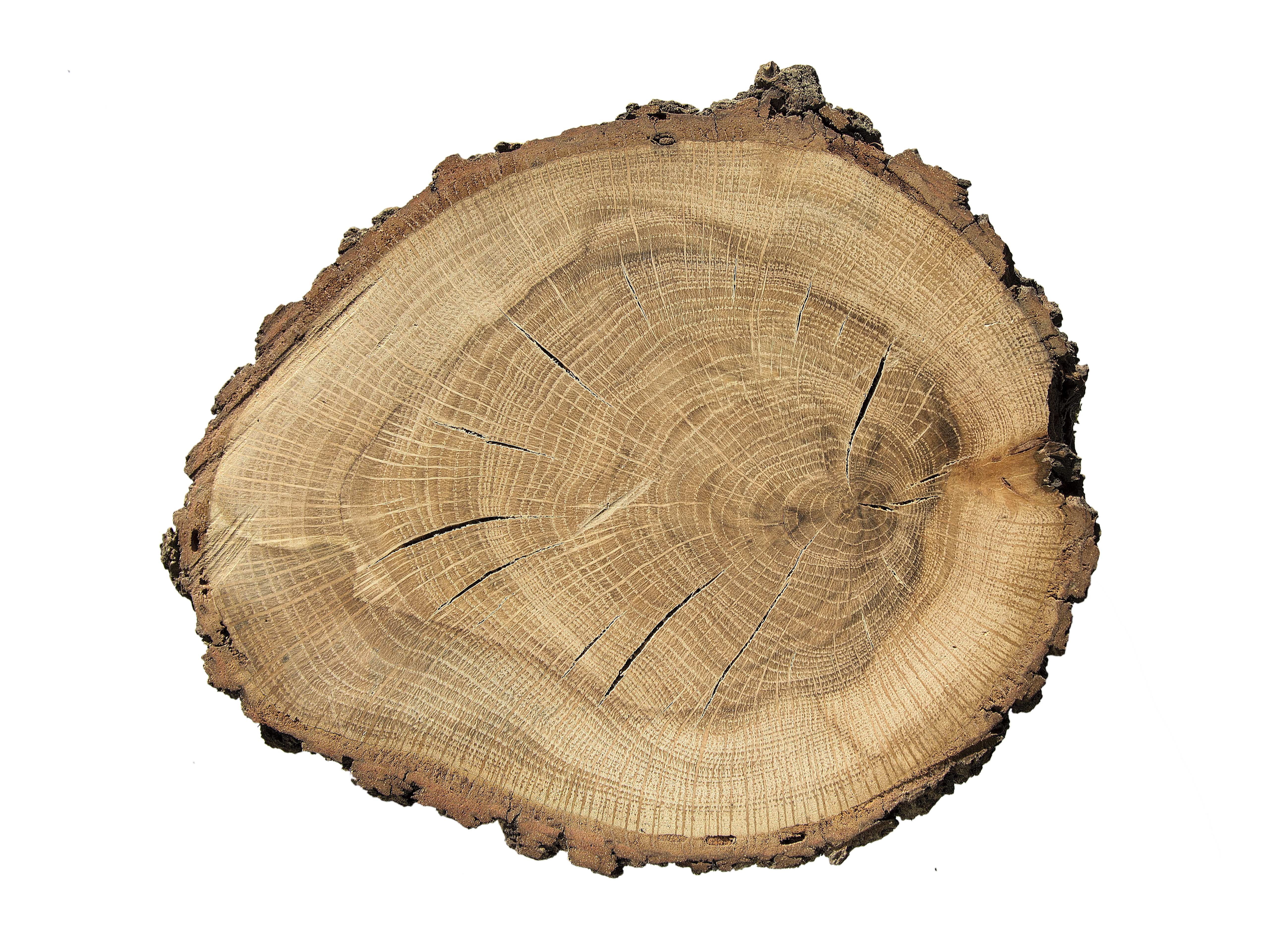
Quercus pubescens